# (10737) Brück
Pour les articles homonymes, voir Brück.
(10737) Brück est un astéroïde de la ceinture principale, de la famille de Hungaria, également aréocroiseur.

## Description
(10737) Brück est un astéroïde de la ceinture principale, de la famille de Hungaria. Il présente une orbite caractérisée par un demi-grand axe de 1,90 UA, une excentricité de 0,13 et une inclinaison de 19,2° par rapport à l'écliptique.

## Compléments